# 休·豪兰
休·豪兰（英語：Sue Howland，1960年9月4日—），澳大利亚女子田径运动员。她曾代表澳大利亚参加1982年、1986年和1990年英联邦运动会田径比赛，获得一枚金牌、一枚银牌和一枚铜牌。